# Aboetheta
Aboetheta é um gênero de mariposa pertencente à família Crambidae.